# قره‌بلاغ (بستان‌آباد)
قره‌بلاغ به معنی چشمه بزرگ یکی از روستاهای استان آذربایجان شرقی است که در دهستان عباس غربی بخش تیکمه‌داش شهرستان بستان‌آباد واقع شده‌است.این روستا ۱۶۳ نفر جمعیت دارد.